# Młynowo (powiat mrągowski)
Młynowo (niem. Mühlenthal) – wieś w Polsce położona w województwie warmińsko-mazurskim, w powiecie mrągowskim, w gminie Mrągowo. W latach 1975–1998 miejscowość administracyjnie należała do województwa olsztyńskiego.

## Historia

### Wstęp
Dawniej Młynowo obejmowało nie tylko dzisiejszą wieś Młynowo, ale także obszar na terenie dzisiejszego Mrągowa. Informacje historyczne dotyczące młyna, nie dotyczą obecnej wsi Młynowo.
Obecna wieś Młynowo na początku XX w. dobro (niem. Gut) Mühlenthal położone było około 1 km na wschód od młyna (Mühle Mühlenthal). Na terenie Mrągowa był Mühle Mühlenthal (młyn) położony nad rzeką Dejną (Dajną) w pobliżu gdzie rzeka wpada do Jeziora Czarnego 53°53′13″N 21°18′55″E/53,886944 21,315278.
Osada młyńska związana z młynem wodnym na strumieniu, płynącym od jeziora Czos do jeziora Czarnego, na obszarze miejskim Mrągowa, powstała jeszcze w czasach zakonu krzyżackiego. W 1444 r. wielki mistrz Konrad von Erlichshausen wystawił odnowiony przywilej dla miasta Mrągowa, w którym wymieniany jest między innymi tartak. Młyn wymieniany jest w 1450 r. w księgach wójtostwa w Szestnie. Później, w czasach księstwa, młyn państwowy oddano w dzierżawę. W 1651 r. opłata dzierżawna od młyna koło Mrągowa wynosiła rocznie 3 łaszty żyta, 3 łaszty słodu, oraz 100 grzywien w gotówce zamiast tuczników. W 1752 r. zbudowano nowy młyn, który obsługiwał wsie Nakomiady, Brejdyny, Marcinkowo, Muntowo, Piecki, Polska Wieś, jak też samo miasto Mrągowo. Rejon północny dzisiejszej gminy Mrągowo obsługiwał młyn w Szestnie. W 1785 r. w osadzie były dwa domy. W 1800 r. posiadaczem młyna „odległego o ćwierć mili od Mrągowa” był młynarz Schultz.
Osada młyńska, wraz z przynależnymi do młyna gruntami, uzyskała oficjalnie swą niemiecką nazwę Mühlenthal z dniem 15 stycznia 1817 r. (do tej pory ludność okoliczna nazywała osadę Młynowem).
W 1822 r. w osadzie było 38 mieszkańców, w 1838 r. w Młynowie były 2 domy z 51 mieszkańcami. W 1870 r. „majątek z młynem” zamieszkiwało 55 osób. W 1871 r. nastąpił podział Młynowa na dwie odrębne osady: Młynowo I i Młynowo II. Pierwsza z nich z młynem i przynależnymi gruntami pozostała nadal przy Mrągowie, natomiast druga, oddalona od tamtej o jeden km na wschód, jako gospodarstwo dworskie, została przyłączona do wsi Popowo Salęckie, ale nazywano ją Młynowem Górnym (Ober Mühlenthal). 1 maja 1897 r. oddano do użytku zlokalizowany tutaj przystanek kolei wąskotorowej na linii Mrągowo-Kętrzyn. W urzędowym spisie miejscowości z 1928 r. Młynowo Górne traktowane jest łącznie z Popowem. W 1937 r. liczyło 111 mieszkańców.
W 1946 r. zorganizowano tu pomocnicze gospodarstwo rolne Rejonowej Spółdzielni Rolniczo-Handlowej „Rolnik” w Mrągowie. Później utworzono tu ośrodek stawowy należący do Państwowego Gospodarstwa Rybackiego w Mrągowie, o powierzchni gruntów 0,94 ha i zalewu 0,83 ha.